# Filocalo Navigajoso
Filocalo Navigajoso (fallecido en 1214) fue un noble veneciano y primer gobernante latino de la isla de Lemnos (conocido como Stalimene en italiano) en Grecia.
Después de la Cuarta Cruzada (1203-1204), la mayoría de las islas del Egeo fueron asignadas a la República de Venecia en la partición del Imperio bizantino. Varios nobles venecianos se establecieron allí y reclamaron el gobierno de estas islas como feudo titulares y vasallos del emperador latino de Constantinopla. Filocalo recibió el gobierno de Lemnos y el título, tomado de la titularidad cortesana  bizantina de megaduque del Imperio latino. Filocalo gobernó la isla desde la fortaleza de Kastro o Palaiokastro (actual Mirina) hasta su muerte en 1214. Luego, la isla se dividió entre sus herederos. Su hijo, Leonardo Navigajoso, recibió la mitad de la isla con Kastro, y sus dos hijas recibieron un cuarto cada una, con los castillos de Moudros y Kotsinos. El gobierno de la familia sobre la isla duró hasta 1278.